# Michael Kanin
Michael Kanin (Rochester, 1 de fevereiro de 1910 — Los Angeles, 12 de março de 1993) foi um cineasta, produtor, dramaturgo e roteirista estadunidense. Ele ganhou um Oscar de melhor roteiro original pelo filme A Mulher do Dia estrelado por Katharine Hepburn e Spencer Tracy.